# یواس‌سی و جی‌اس دریفت
یواس‌سی و جی‌اس دریفت (به انگلیسی: USC&GS Drift) یک کشتی بود که طول آن ۷۶ فوت ۰ اینچ (۲۳٫۱۶ متر) بود. این کشتی در سال ۱۸۷۶ ساخته شد.